# 2068 Dangreen
2068 Dangreen è un asteroide della fascia principale del diametro medio di circa 33,61 km. Scoperto nel 1948, presenta un'orbita caratterizzata da un semiasse maggiore pari a 2,7719898 UA e da un'eccentricità di 0,0995713, inclinata di 12,88872° rispetto all'eclittica.
Denominato in onore di Dan(iel) Green, astronomo dell'IAU.